# William Heath Robinson
Heath Robinson redirige ici. Pour le calculateur de la Seconde Guerre mondiale, voir Heath Robinson (ordinateur) (en).
Pour les articles homonymes, voir Robinson.

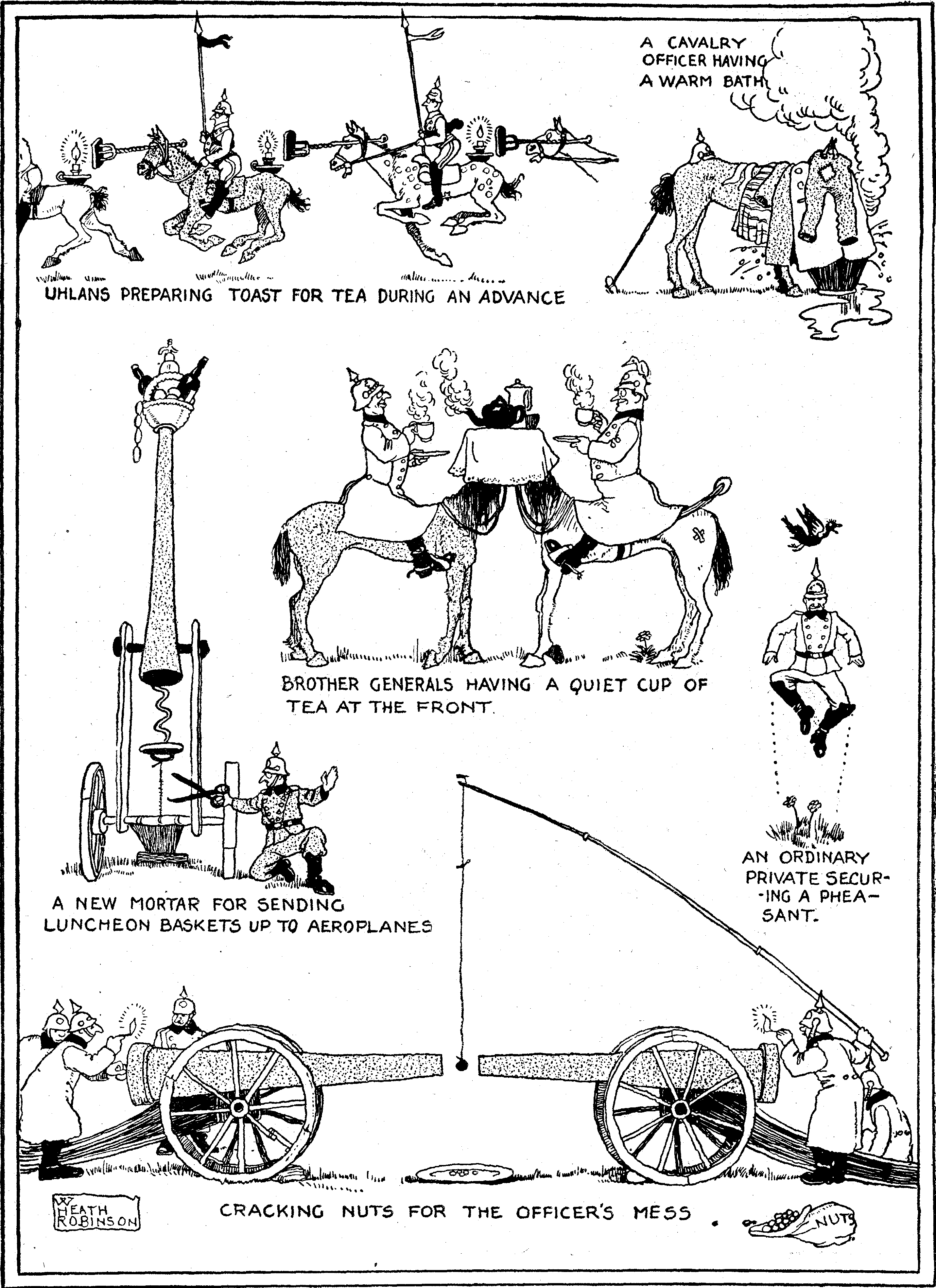
Dessin humoristique de W. Heath Robinson paru en mars 1915

William Heath Robinson (31 mai 1872 — 13 septembre 1944) est un illustrateur britannique.

## Biographie
William Heath Robinson est le fils du graveur Thomas Robinson (1838–1902). Il a deux frères, également illustrateurs, Charles et Thomas Heath Robinson (en).
Il est resté célèbre sous la signature de « W. Heath Robinson » pour ses nombreux dessins d'humour absurde et ces illustrations de contes pour enfants.

## Postérité
L'expression « Heath Robinson » est entrée dans la langue anglaise pour désigner les machineries dans l'esprit de celles qu'il se plaisait à représenter, et qui se rapprochent des machines de Rube Goldberg.